# 1895 Ларінк
1895 Ларінк (1895 Larink) — астероїд головного поясу, відкритий 26 жовтня 1971 року чехословацьким астрономом Любошем Когоутеком. Названий на честь Йоганнеса Ларінка — астронома Обсерваторії Бергедорфа.
Тіссеранів параметр щодо Юпітера — 3,178.